# Casa Sollievo della Sofferenza

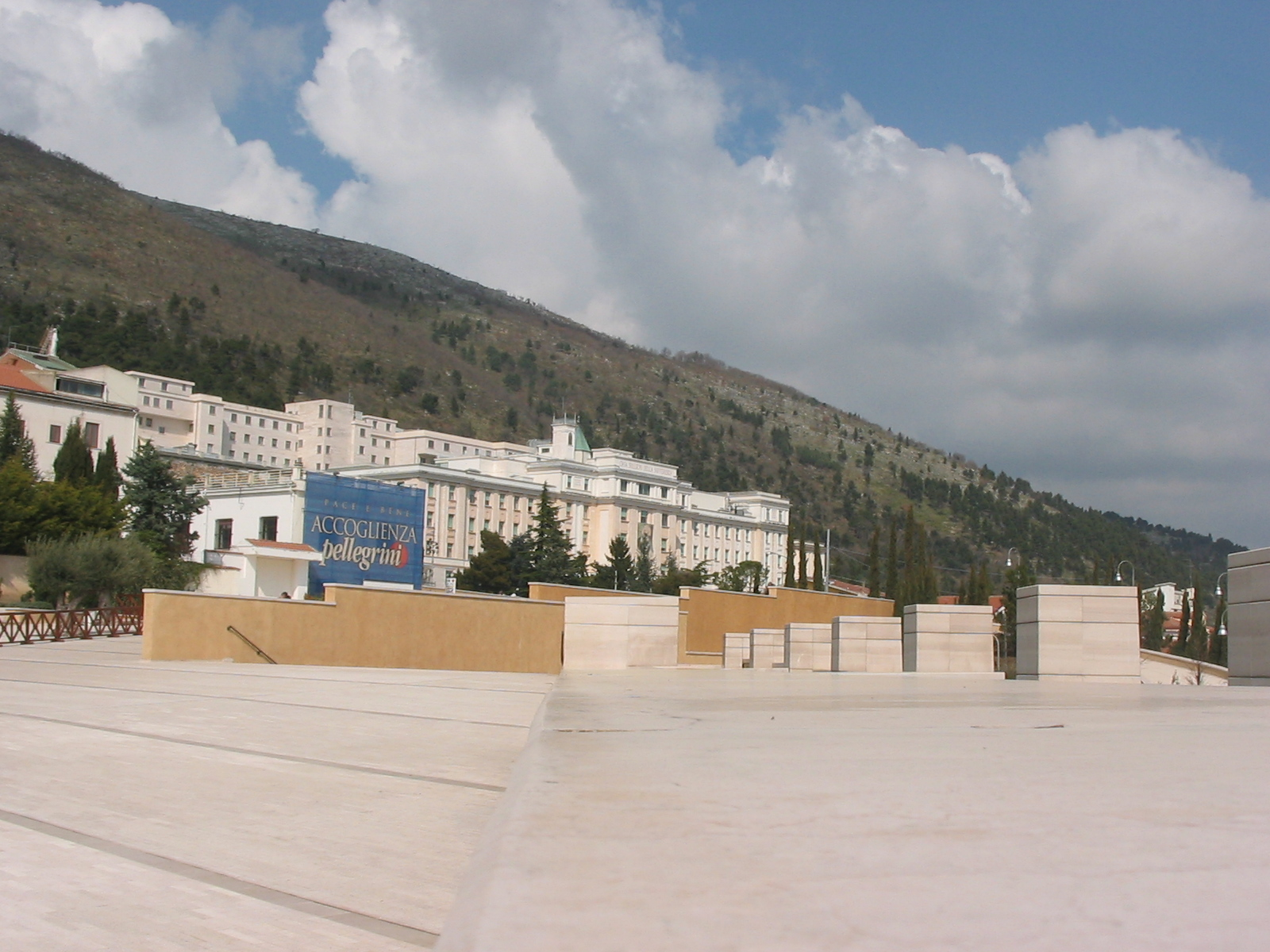
Casa Sollievo della Sofferenza.

Casa Sollievo della Sofferenza (« maison pour soulager la souffrance » en italien) est un hôpital privé de San Giovanni Rotondo, en Italie, fondé par saint Padre Pio de Pietrelcina.

## Historique
Inauguré le 5 mai 1956, l'hôpital a adopté des technologies modernes et est considéré[Par qui ?] comme l'un des hôpitaux les plus efficaces d'Italie et d'Europe. Il est connu pour son hygiène exceptionnelle. Le bâtiment est situé dans la partie haute de la ville.
Dirigé par des capucins.